# БМД-4
БМД-4 (боевая машина десанта 4-й модели) — российская боевая гусеничная плавающая машина, предназначена для транспортировки личного состава воздушно-десантных войск, повышения его мобильности, вооружённости и защищённости на поле боя.
Боевая машина авиадесантируется парашютным, парашютно-реактивным или посадочным способом. Комплекс вооружения «Бахча» разработан в Тульском ГУП «КБ приборостроения». БМД-4 создана на базе БМД-3. 28 апреля 2016 года на вооружение ВДВ России официально принята совершенно новая боевая машина десанта БМД-4М — Боевая машина десанта 4-й модели модернизированная.

## История
Опытная БМД-4 была принята на вооружение ВС России 31 декабря 2004 года. В августе 2005 года в расположение 137-го гвардейского парашютно-десантного полка поступила первая партия этих машин. Всего их выпустили для испытаний 60 единиц, но в большую серию боевая машина не пошла.
21 марта 2008 года на испытательном полигоне Курганмашзавода был продемонстрирован модернизированный вариант машины десанта — БМД-4М. Причиной переделки послужило банкротство Волгоградского тракторного завода.
В соответствии с принятой «Государственной программой вооружений до 2015 год» ВС России должны были получить до 2 тысяч модернизированных боевых машин десанта 4-й модели. Но на пресс-конференции в апреле 2010 года начальник вооружения ВС России — первый заместитель министра обороны России В. А. Поповкин заявил, что БМД-4, кроме партии для испытаний в ВДВ не поступали и Министерство обороны отказывается от их дальнейших закупок.
По состоянию на март 2010 года средства десантирования машины отсутствовали, а проект был заморожен на стадии заводских испытаний.

На данный момент … принято решение, и БМД-4, это машина, которую уже долго ждут ВДВ, машина совершенно другого поколения, всё-таки будет поступать на вооружение.
— командир 31-й гв. одшбр ВДВ гвардии полковник Г. В. Анашкин (8 декабря 2012 года)
Но боевая машина десанта нового поколения БМД-4М всё же была сконструирована, одобрена Министерством обороны и командованием ВДВ. Она была предложена Курганмашзаводом в 2015 году. Это совершенно новая техника для Воздушно-десантных войск.
Первые предсерийные 17 единиц БМД-4М были переданы в Рязанское высшее воздушно-десантное командное училище и его учебный центр (участники Парада Победы-2015), затем в апреле и сентябре 2016 года два батальонных комплекта БМД-4М (62 ед.) были переданы 137-му гвардейскому парашютно-десантному полку 106-й гвардейской воздушно-десантной дивизии. Потом в начале 2017 года 242-й учебный центр ВДВ в Омске получил ротный комплект БМД-4М (10 ед.). В середине апреля 2017 года один батальонный комплект БМД-4М (31 ед.) получила 31-я отдельная гвардейская десантно-штурмовая бригада в Ульяновске и 1 августа 2017 года она получила ещё один батальонный комплект (31 машину). 6 февраля 2018 года 31 боевую машину получил 104-й гвардейский десантно-штурмовой полк в Черёхе. ОАО «Курганский машиностроительный завод» 19 января 2019 года отправил в войска 62 единицы БМД-4М (два батальонных комплекта).

## Конструкция
Конструкция машины позволяет десантироваться с самолётов c находящимся внутри БМД экипажем.
Подвеска БМД-4М, как и на БМД-1/-2/-3 — гидропневматическая, что позволяет машине подниматься/опускаться на 40 см.

## Вооружение
Система управления огнём БМД-4М включает высокоточный прицел наводчика, стабилизированный в двух плоскостях и имеющий тепловизионный и дальномерный каналы, что позволяет вести точный огонь на ходу.
Состав базового вооружения (боевой комплект):
- 100-мм пушка/пусковая установка 2А70 (34 осколочно-фугасных снаряда)
- 30-мм автоматическая пушка 2А72 (500 выстрелов)
- 7,62-мм пулемет ПКТМ (2 000 патронов)
- ПТУР 9М117М3 «Аркан» (четыре ПТУР)
- шесть пусковых установок отстрела 81-мм дымовых гранат 902В или «Туча»

## Модификации
- БМД-4МК — командирский вариант, имеет дополнительную радиостанцию и специально оборудованные места[10].
- БМД-4М — вариант с узловой унификацией с БМП-3, улучшенным двигателем и тепловизором[11]

## Машины на базе

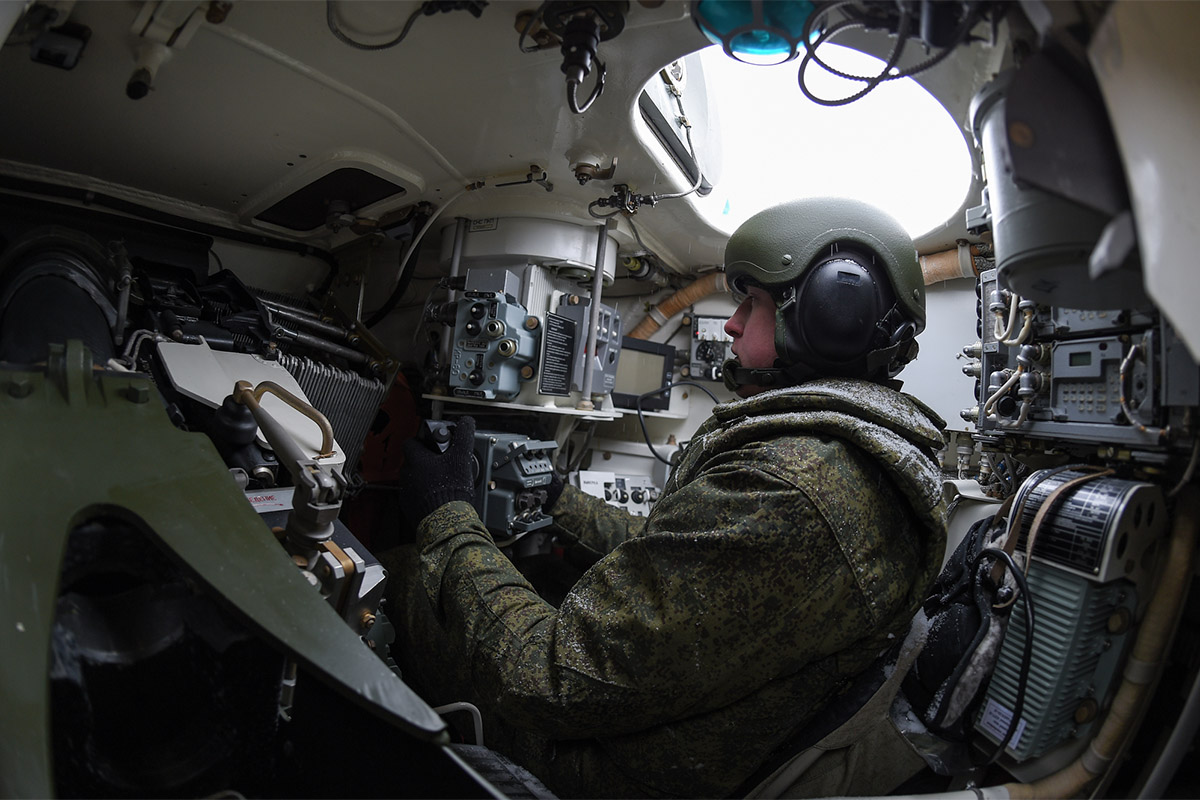
Место командира

- «Птицелов» — зенитный ракетный комплекс с боевой частью ЗРК «Сосна»[12][13]; авиадесантируемый (для ВДВ) комплекс войска получат к 2022 году, также принято принципиальное решение разработать сухопутную версию «Птицелова» (но уже на шасси БМП-3)[14].
- 2С42 — самоходная артиллерийская установка с орудием калибра 120 мм.
- 2С37 — самоходная артиллерийская установка с орудием калибра 152 мм[15].
- 2С25 — самоходная противотанковая пушка с орудием калибра 125 мм[15].
- 9П162М (Корнет-Д) — самоходный противотанковый ракетный комплекс с ракетами 9М133[15].
- БТР-МДМ — бронетранспортёр[15].

## Боевое применение

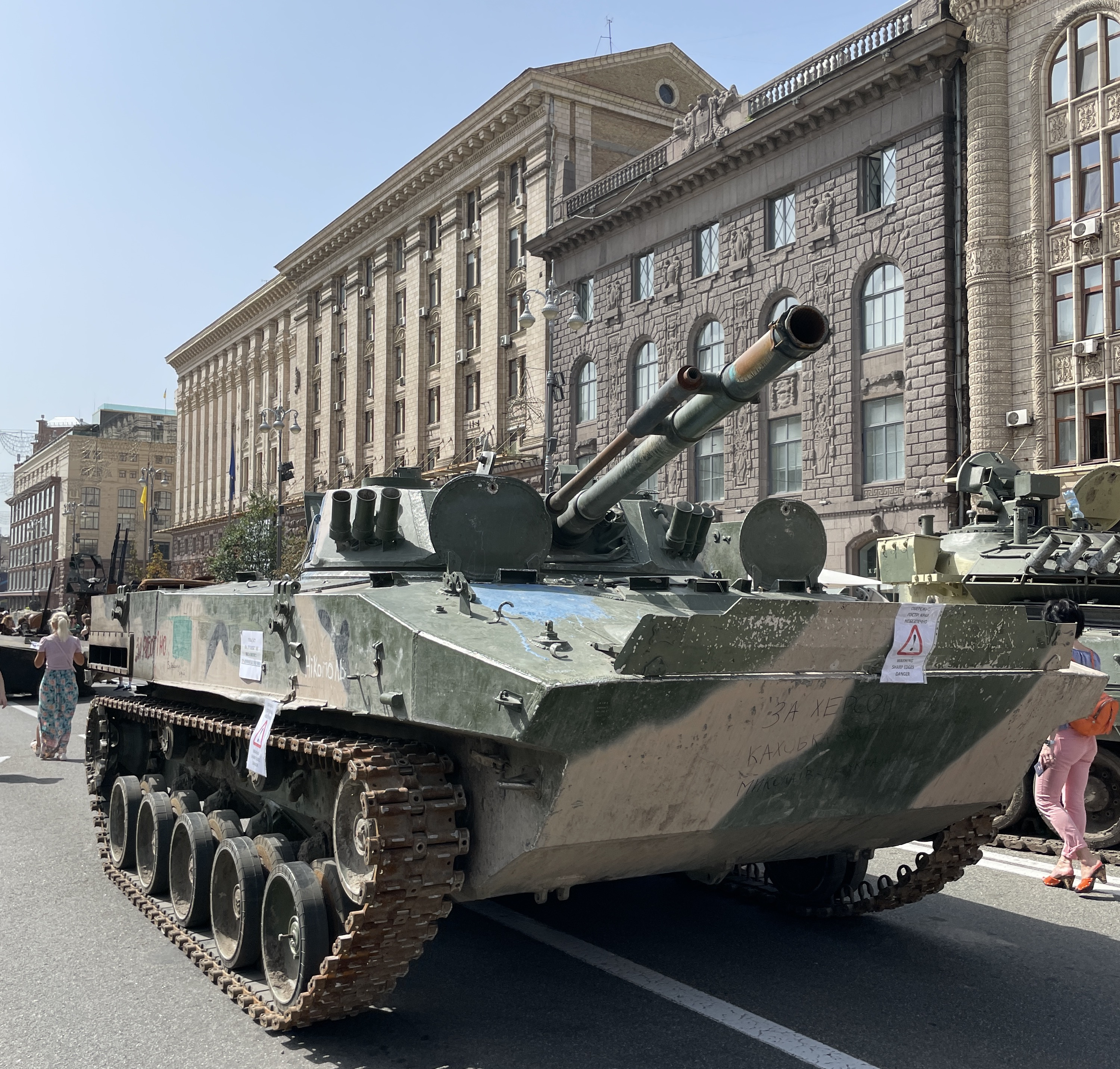
Захваченная БМД-4 на центральной улице Киева на Крещатике

Используется российскими войсками во время вторжения России на Украину. На середину апреля 2022 года украинская армия захватила не менее 11 БМД-4М, некоторое количество используется в ВСУ. По состоянию на 31 августа 2022 года, по данным Forbes, ВС РФ потеряли не менее 55 БМД-4М. По данным сайта Oryx на 28 мая 2024 года, ВС РФ потеряли 119 единиц БМД-4

## Операторы
- Россия — 200 БМД-4М по состоянию на 2024 год[19].

## Оценки
Начальник Генерального штаба Вооружённых сил Российской Федерации генерал армии Н. Е. Макаров (15 февраля 2012 года):

БМД-4 — это версия БМП-3, никакой защиты, опять всё наверху, а стоит она дороже танка. Мы на эту машину как не смотрели, так и не смотрим

Командующий Воздушно-десантными войсками России генерал-лейтенант В. А. Шаманов (17 мая 2012 года):

Первая версия БМД-4 обладала «сырой» ненадёжной базой. А вот модернизированный, сделанный в Кургане вариант «четвёрки» — БМД-4М нас абсолютно устраивает. <…> Безусловно, когда-то появится машина лучше «четвёрки». Но в ближайшие 7-10 лет промышленность её не предложит. А БМД-4М нас сегодня более чем устраивает. Десанту на ней воевать, и никто лучше нас не знает, какой должна быть такая машина.

## Стоимость
На 2019 год цена одной БМД-4М составляла 102 703 310,08 рублей.

## Изображения

БМД-4М на «Армия-2016»
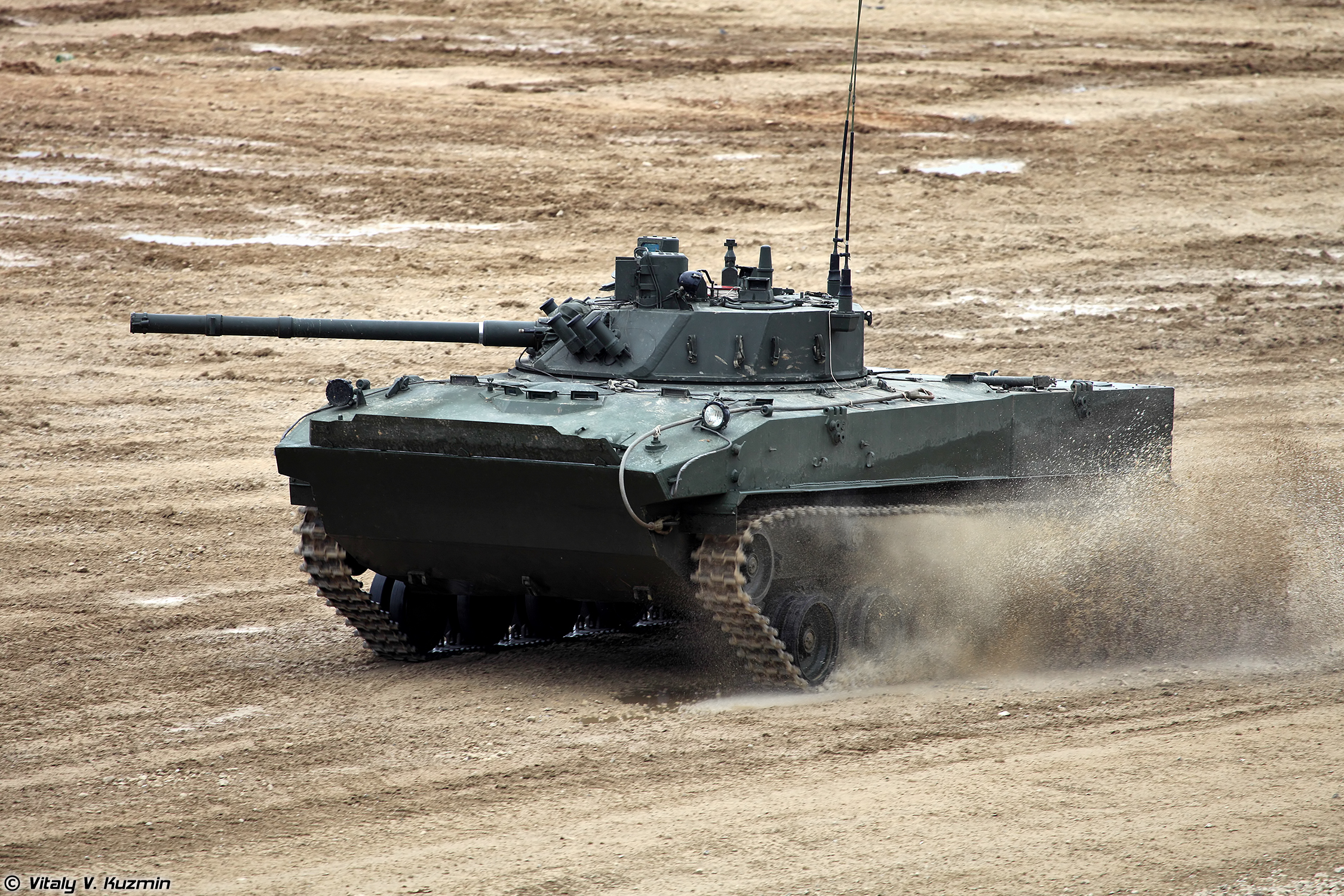
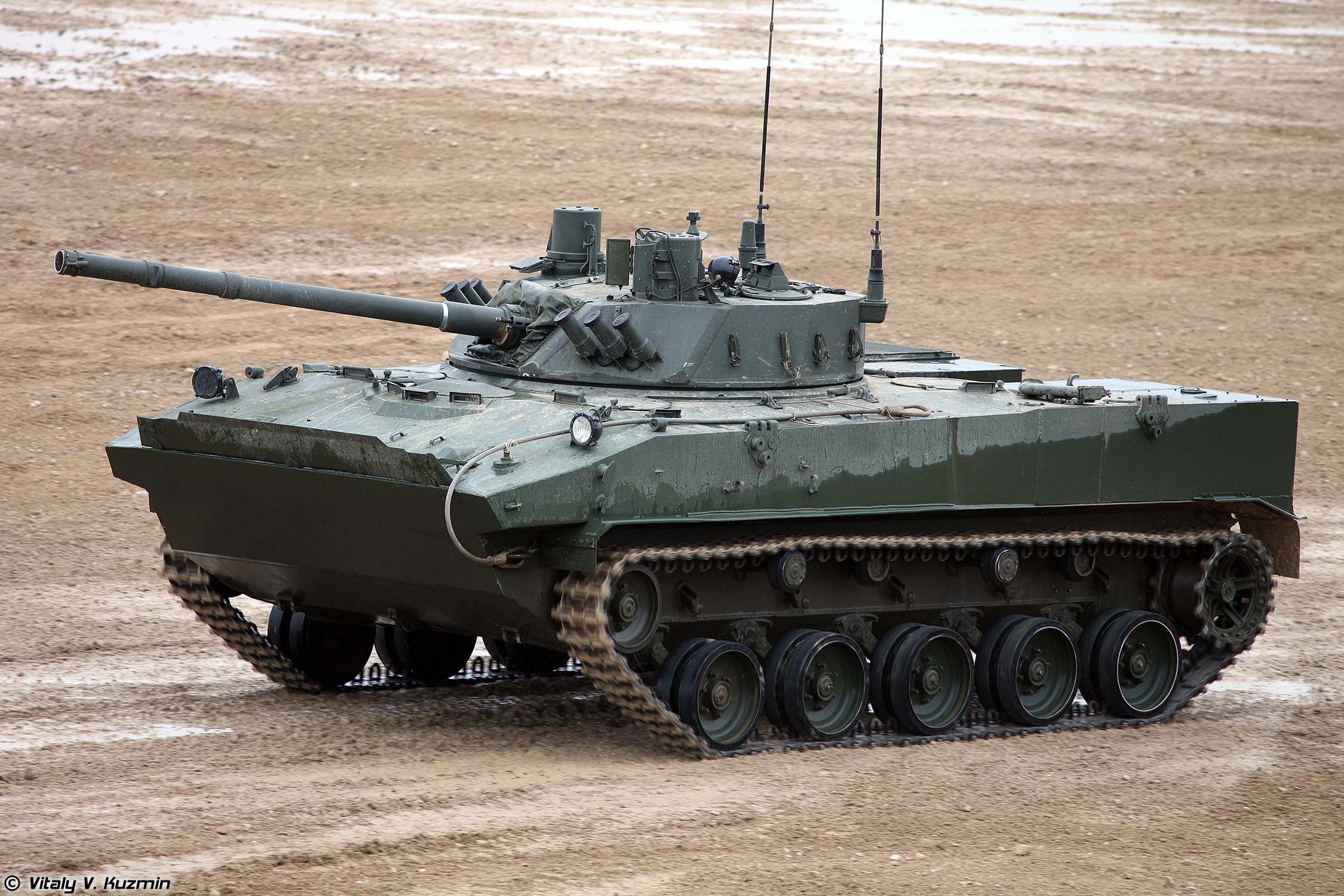
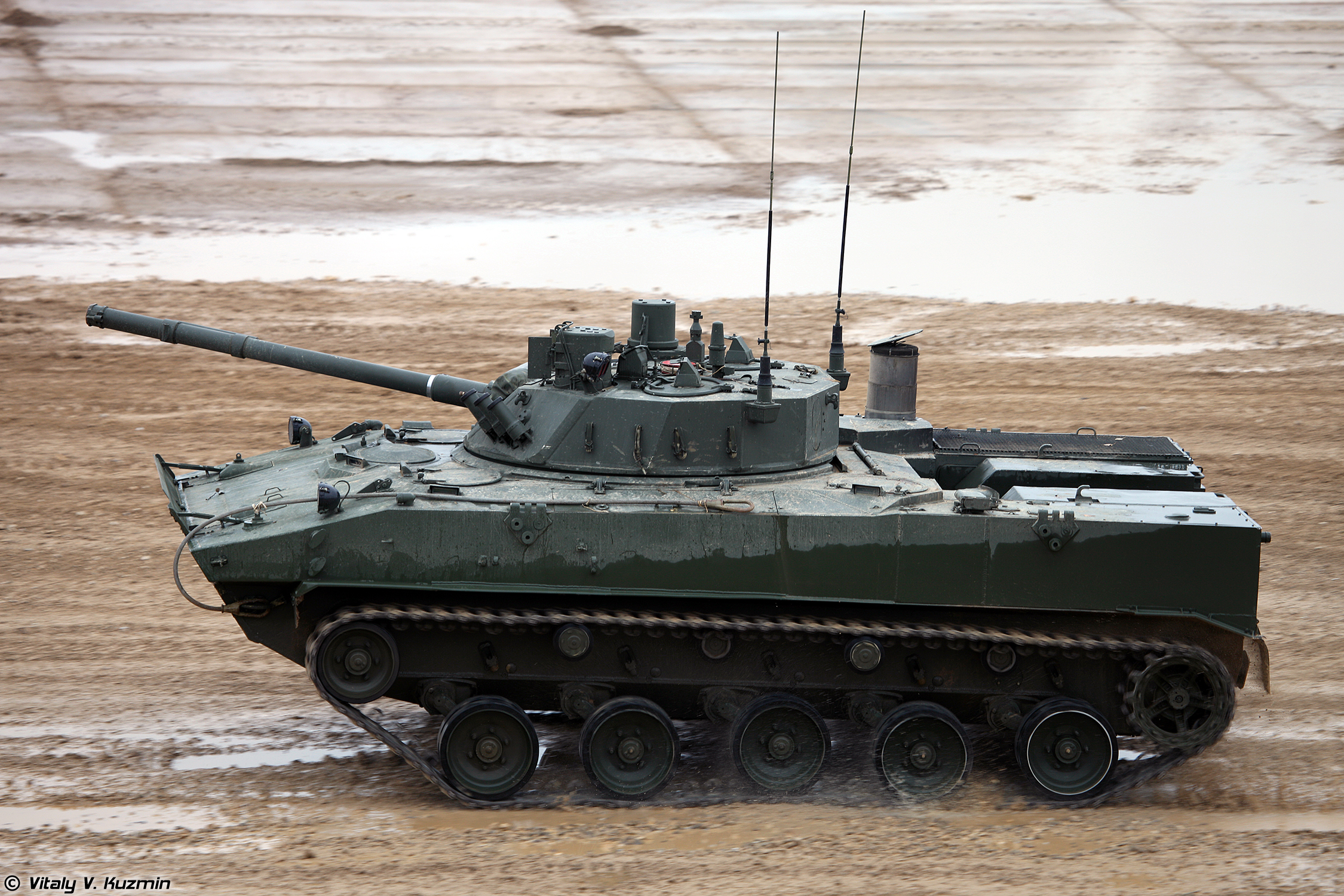
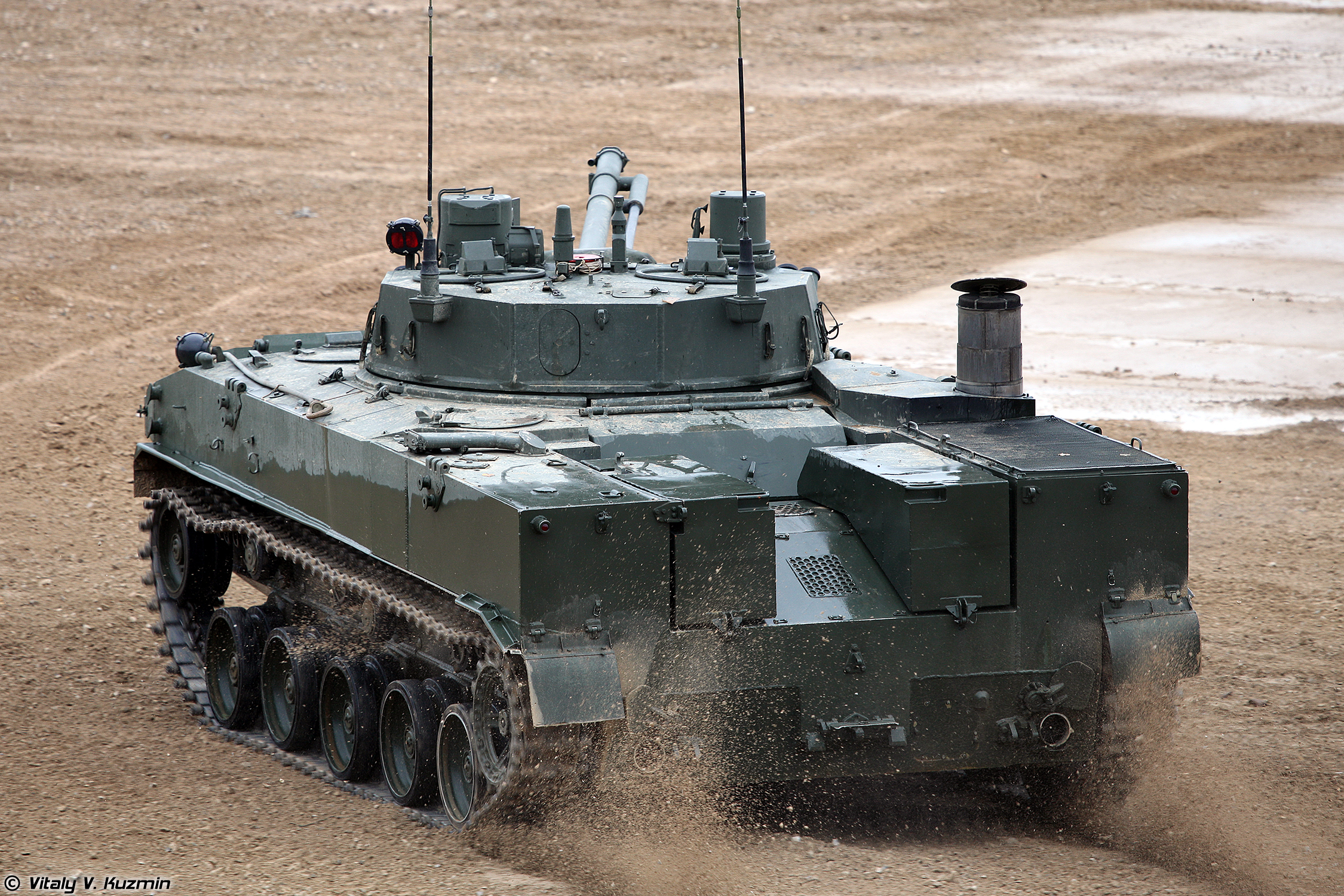
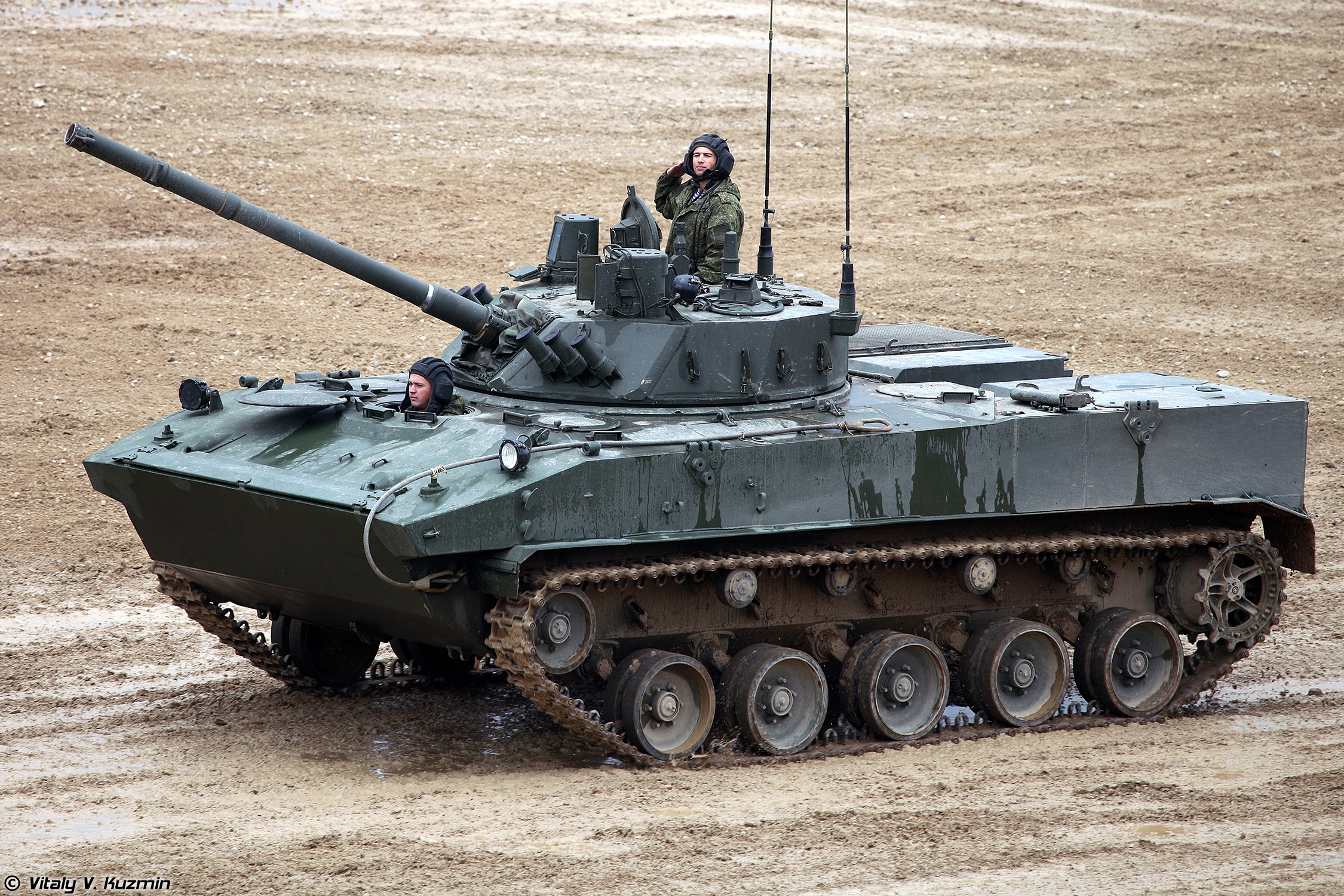

БМД-4М с парашютной системой на «Армия-2022»
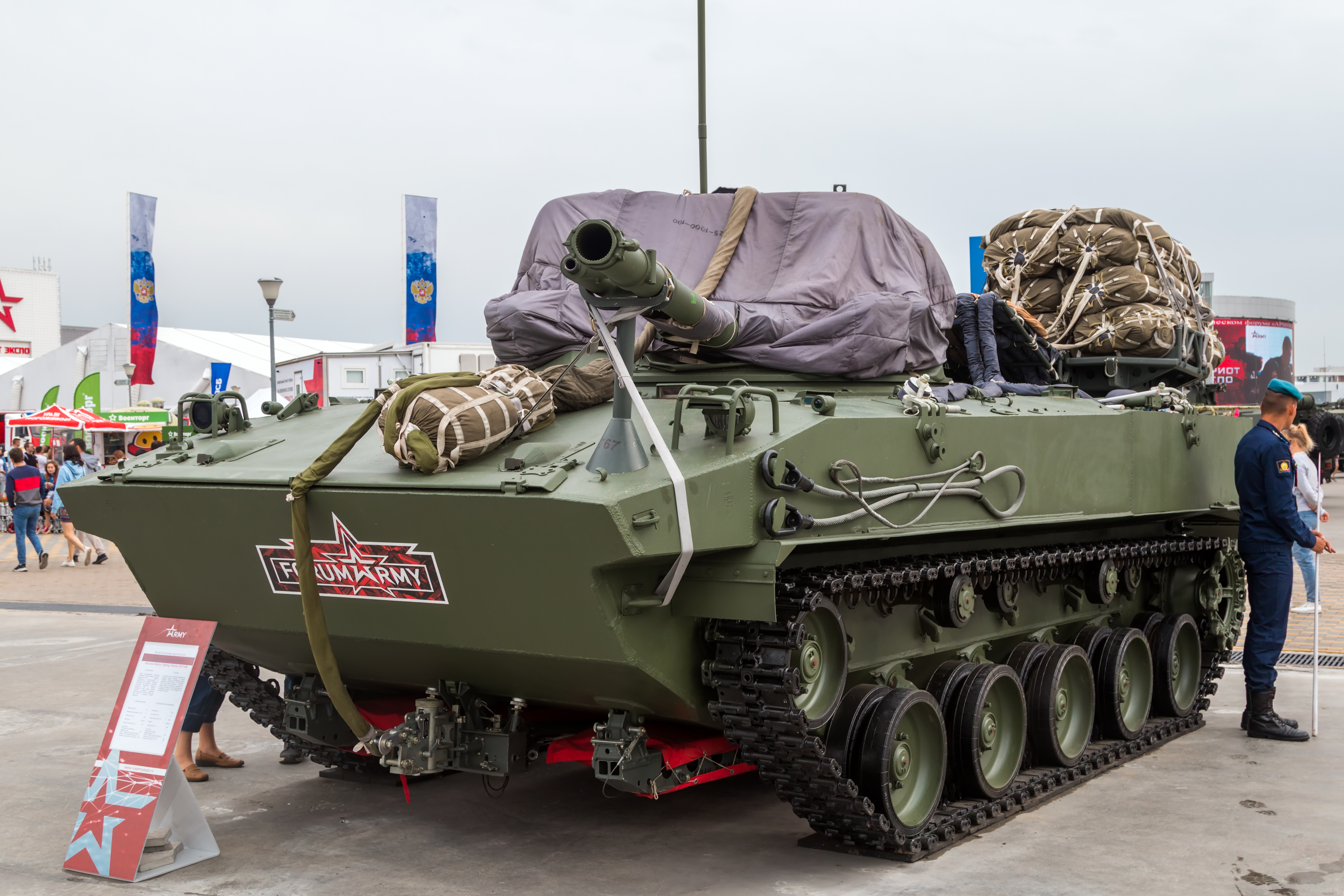
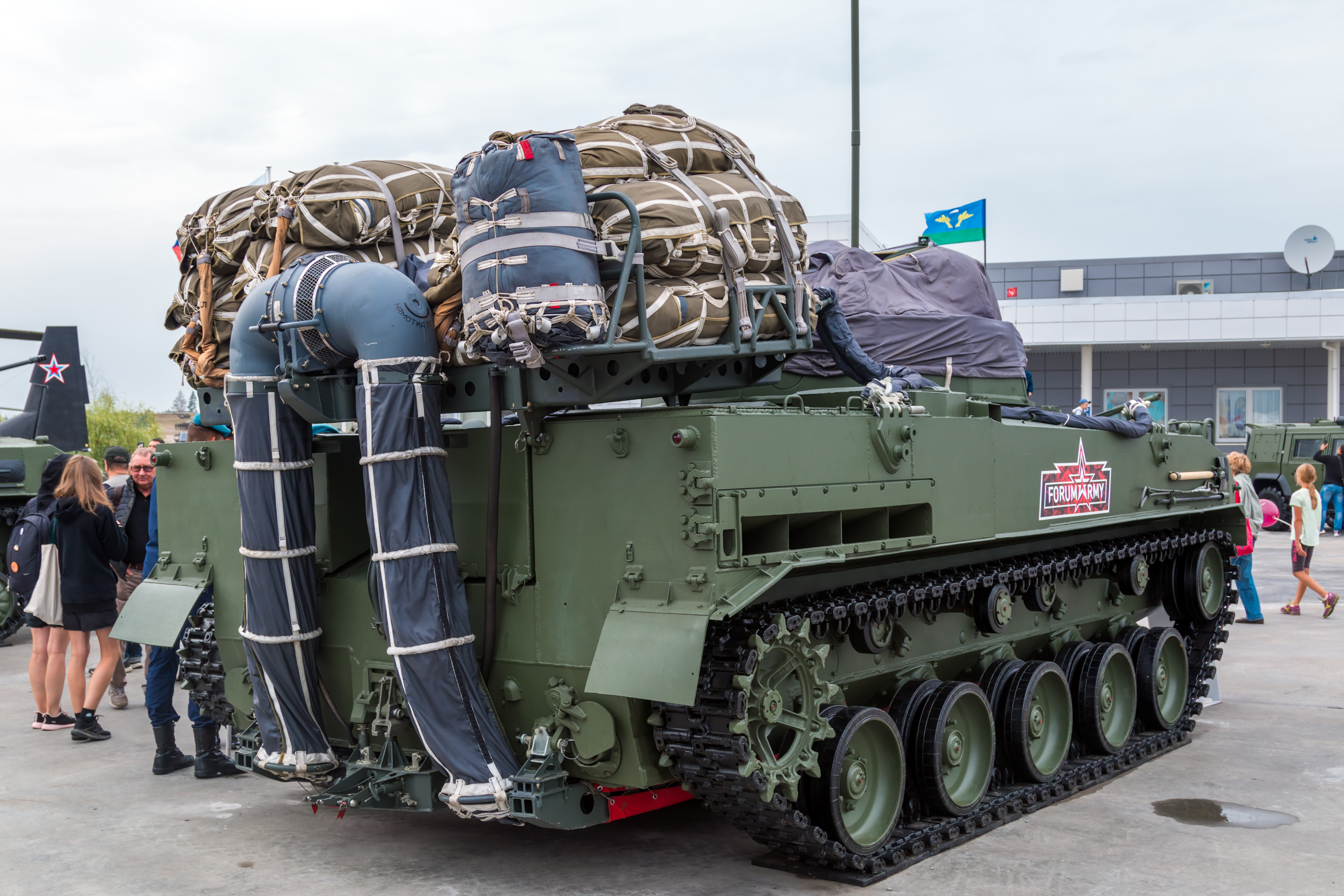